# Tín Phong
Tín Phong (tiếng Trung: 信丰县, Hán Việt: Tín Phong huyện) là một huyện của địa cấp thị Cám Châu (赣州市), tỉnh Giang Tây, Cộng hòa Nhân dân Trung Hoa. Huyện này có diện tích 2878 km2, dân số năm 2003 là 666.000 người. 

## Hành chính
Tín Phong được chia ra làm 16 đơn vị hành chính cấp hương, gồm 13 trấn và 3 hương. Ngoài ra huyện này còn quản lí 1 đơn vị tương đương cấp hương khác
- Trấn: Gia Định (嘉定镇), Đại Đường Phụ (大塘埠镇), Cổ Pha (古陂镇), Đại Kiều (大桥镇), Tân Điền (新田镇), An Tây (安西镇), Tiểu Giang (小江镇), Thiết Thạch Khẩu (铁石口镇), Đại A (大阿镇), Du Sơn (油山镇), Tiểu Hà (小河镇), Tây Ngưu (西牛镇), Chính Bình (正平镇)
- Hương: Hổ Sơn (虎山乡), Sùng Tiên (崇仙乡), Vạn Long (万隆乡)

Đơn vị ngang cấp hương khác
- Khu công nghiệp Tín Phong (信丰县工业园)